# Marco Rossi (atleta)
Marco Rossi (Bolzano, 7 luglio 1963) è un ex multiplista italiano, medaglia d'oro nel decathlon ai Giochi del Mediterraneo di Latakia nel 1987. Durante la sua carriera fece parte del gruppo sportivo delle Fiamme oro.

## Biografia
È stato campione e primatista italiano per sette anni, dal 1985 al 1992, allenato da Raffaello Palmarin. Ecco le parole dell'allenatore e giornalista Andrea Giannini in un articolo in cui venne citato l'atleta: «Successivamente, nella nostra nazione il decathlon è passato quasi nell'indifferenza più totale, salvo alcune “isole felici” come l'Alto Adige che ha prodotto atleti come Hubert Indra e Marco Rossi, capaci di portare il record italiano rispettivamente a 7704 punti (nel 1982) e 7761 punti (nel 1988).»
Il suo record personale nel decathlon è di 7761 punti, stabilito a Götzis il 20 giugno 1988, che rappresenta la 9ª prestazione italiana all-time
Attualmente svolge il lavoro di discografico ed è il proprietario di una delle più grandi etichette italiane, Azzurra Music.

## Palmarès
- Giochi del Mediterraneo, Latakia, Siria classificandosi al primo posto.
- Coppa Europa a Brunico, Italia classificandosi al primo posto.
- Campionati Mondiali, Roma, Italia
- Coppa Europa, Arles, Francia classificandosi al sesto posto.